# Joseph Parry

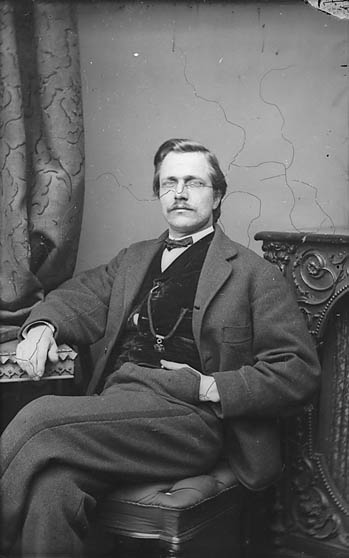
El autor, c. 1875

Joseph Parry (Merthyr Tydfil, Gales, 21 de mayo de 1841 - Penarth, Gales, 17 de febrero de 1903) fue un compositor y músico británico, conocido sobre todo por ser el autor de Myfanwy y Aberystwyth (un himno) usado en el Nkosi Sikelel' iAfrika, parte del himno nacional de Sudáfrica.  
La familia de Parry emigró a los Estados Unidos en 1854, cuando él tenía 13 años de edad, y se convirtió en obrero metalúrgico en Danville (Pensilvania). Había allí una gran comunidad galesa, y se implicó en el fortalecimiento de la cultura galesa localmente. Cuando, en 1865, fue admitido en el Gorsedd en el Eisteddfod Nacional de Gales, asumió el nombre bárdico de "Pencerdd America". 
Se convirtió en masón en 1867, mientras estaba en Pennsylvania. Su canción de  1875, Ysgytwad y Llaw (El estrechar de manos) parece referirse a su conexión con este movimiento. Volvió al Reino Unido y estudió música en Londres con William Sterndale Bennett y en la Universidad de Cambridge. En 1873 se convirtió en Profesor de Música en la Universidad de Gales. 
En 1876, se unió a la logia masónica de Aberystwyth, y se convirtió en su organista. Su ópera, Blodwen, fue interpretada por vez primera en el Temperance Hall de la ciudad el 21 de mayo de 1878, y fue un enorme éxito, alcanzando más de 500 representaciones por todo el mundo para el año 1896. Su oratorio, Saul of Tarsus ("Saúl de Tarso"), fue un encargo del Eisteddfod Nacional en Rhyl en 1892, y también un gran éxito. Alrededor del año 1881, la familia Parry abandonó Aberystwyth y se fue a vivir a Swansea.  
Residente de Penarth en sus últimos años, Parry murió allí y se encuentra enterrado en el cementerio de St. Augustine, Penarth. 
Fue el protagonista de una dramatización de la BBC en 1978 titulada Off to Philadelphia in the Morning  basada en el libro de Jack Jones, otro de los famosos hijos de Merthyr Tydfil.
El cottage en 4 Chapel Row, Merthyr Tydfil, donde Parry nació, está actualmente abierto al público como un museo.